# Bergbuizerd
De bergbuizerd (Buteo oreophilus) is een roofvogel uit de familie der havikachtigen (Accipitridae).

## Verspreiding en leefgebied
Deze buizerd komt voor in het oosten van Afrika van Ethiopië tot noordelijk Malawi. Het habitat bestaat voornamelijk uit bergachtige gebieden tot een hoogte van 3500 meter.

## Status
De grootte van de populatie is in 2021 geschat op 1000-10.000 vogels. Op de Rode lijst van de IUCN heeft deze soort de status gevoelig.